# 揚座敷
揚座敷（あがりざしき）とは、江戸時代に上位身分の囚人を収容するための施設。

## 概要
天和3年（1683年）に江戸・小伝馬町の伝馬町牢屋敷裏門近くの同心宅の跡地に牢屋敷の付属施設として設置された。元文4年（1739年）に大坂・松屋町牢屋敷内に、設置年代は不詳であるが京都・六角牢屋敷にも揚座敷（上り座敷）が設けられていた。
500石以下御目見以上の旗本および僧正・院家・紫衣などの高僧、上級神主らを収容した。収容者は乗物で揚座敷まで送られ、牢屋同心と鎰役が本人の確認を行った（揚座敷入）後に収容された。
江戸の揚座敷は東西に連なる4つの棟から成り立っており、それぞれ奥行2間半・間口1間半の7畳ほど広さで、土間と縁側が付属していた。また、東西の端の棟と隣の棟の間の各1か所ずつ監視役の牢屋同心が詰める6畳ほどの牢屋同心詰所が置かれていた。牢屋同心らの職員の他、軽微な囚人数名が収容者の世話役である付人に任じられた。収容者の社会的身分に配慮して、布団や紙、手拭などの差し入れが許され、食事も本膳の形式で出された。